# Anfisa Počkalovová
Anfisa Serhijivna Počkalovová (* 1. března 1990 Lvov, Sovětský svaz) je ukrajinská sportovní šermířka, která se specializuje na šerm kordem. Ukrajinu reprezentuje od prvního desetiletí jednadvacátého století. Na olympijských hrách startovala v roce 2012 a 2016 v soutěži jednotlivkyň a družstev. V soutěži jednotlivkyň se probojovala na olympijských hrách 2012 do čtvrtfinále. V roce 2009 obsadila třetí místo na mistrovství světa v soutěži jednotlivkyň. S ukrajinským družstvem kordistek vybojovala v roce 2015 třetí místo na mistrovství světa.